# Sarah Benett

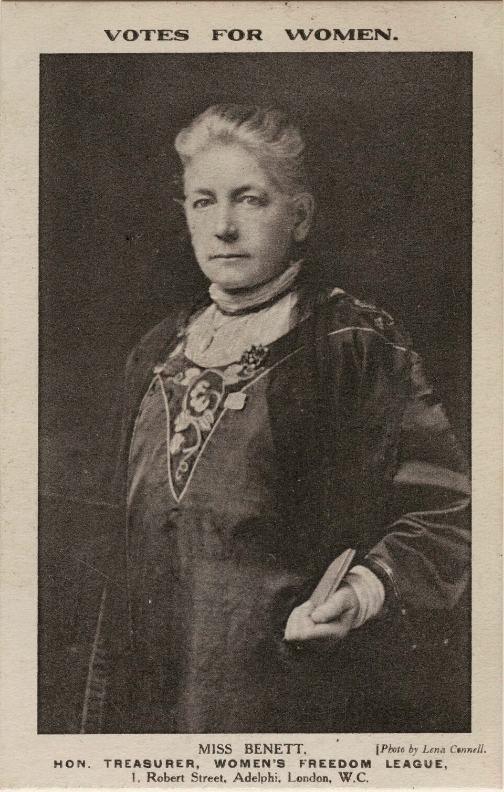
Sarah Benett als Schatzmeisterin der Women’s Freedom League, Aufnahme von Lena Connell, 1909

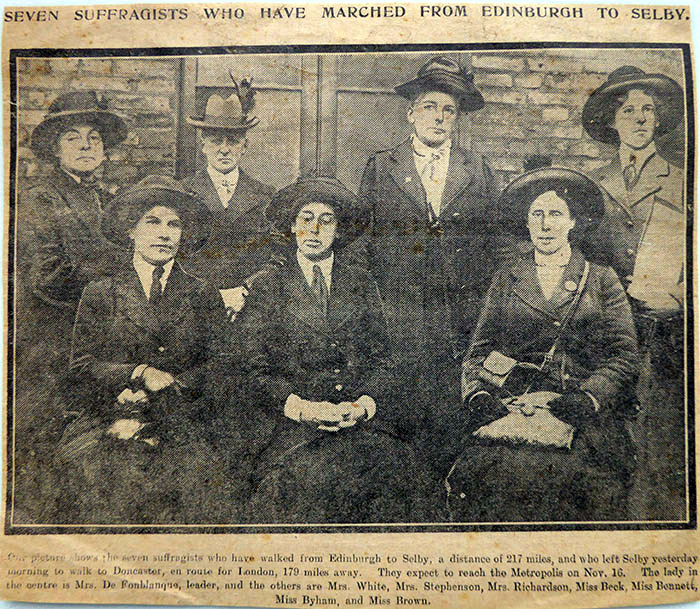
Bericht über die sieben Suffragetten bei einem Zwischenstopp in Selby (Benett stehend, zweite von rechts), 1912

Sarah Barbara Benett (* 1850 in St Pancras, London; † 8. Februar 1924 in Finchley, London) war eine englisch-britische Sozialreformerin und Suffragette. Sie war Mitglied der militanten Women’s Social and Political Union (WSPU) und Schatzmeisterin der Women’s Freedom League (WFL). Sie war eine der „Braunen Frauen“, die 1912 von Edinburgh nach London wanderten, wurde für ihre Aktionen im Holloway Prison inhaftiert und ging dort in den Hungerstreik.

## Leben
Benett wurde als eines von neun Kindern des Anwalts William Morgan Benett (1813–1891) und von Barbara Sarah Waring (1819–1894) geboren. Bevor Benett sich für das Frauenwahlrecht engagierte, war sie in der Sozialreform tätig. Sie gründete eine Genossenschaft in dem Dorf im New Forest in Hampshire, in dem sie aufwuchs. Nach dem Tod ihrer Mutter im Jahr 1894 zog Benett nach Burslem in Staffordshire, wo sie eine weitere Genossenschaft und einen Gemischtwarenladen im nahe gelegenen Hanley gründete, den sie auch leitete. In den Töpfereien von Staffordshire setzte sie sich für die Verbesserung der Gesundheit und der Arbeitsbedingungen der Arbeiter ein, indem sie versuchte, die Verwendung von Blei in der Töpferglasur zu verbieten.
Nachdem sie 1907 an einer Versammlung zum Frauenwahlrecht teilgenommen hatte, bei der Flora McKinnon Drummond sprach, erkannte Benett dies für sich als wichtige Sache und trat im Alter von 57 Jahren der Women’s Social and Political Union (WSPU) und der neu gegründeten Women’s Freedom League (WFL) bei. Später im selben Jahr wurde sie verhaftet, weil sie sich einer Deputation der WSPU im Unterhaus angeschlossen hatte. Sie weigerte sich, eine Geldstrafe von 20 Pfund zu zahlen, wofür sie zu 14 Tagen Haft verurteilt wurde. Im Juli 1907 übernachtete Christabel Pankhurst bei ihr, während sie in den Töpfereien eine Kampagne führte. Bennet war bei der Gründung der Women's Tax Resistance League dabei und wurde selbst zur Steuerverweigerin. 1908 war sie Delegierte der WFL auf der Amsterdamer Konferenz der International Woman Suffrage Alliance.
Benett schloss sich der New Constitutional Society for Women's Suffrage (NCSWS) an und war von 1909 bis zu ihrem Rücktritt im Jahr 1910 Schatzmeisterin der WFL. Danach widmete sie sich der militanteren WSPU. Sie war eine von 120 Frauen, die 1910 bei einer Demonstration vor dem Unterhaus am sogenannten „Schwarzen Freitag“ verhaftet wurden.
Benett beteiligte sich an den WSPU-Kampagnen zum Einschlagen von Fenstern in den Jahren 1911 und 1912 und wurde dafür zu Gefängnisstrafen verurteilt. 1912 wurde sie vorzeitig aus ihrer dreimonatigen Haft im Holloway Prison entlassen, nachdem sie in den Hungerstreik getreten war. Dafür wurde sie von der WSPU mit der „Hungerstreik-Medaille“ und der „Holloway-Brosche“ ausgezeichnet. Der Antrag der diesem Zeitpunkt schon älteren Benett (62 Jahre alt) auf Springseile und Bälle für die Suffragetten-Gefangenen, um sich im Holloway Prison fit zu halten, sorgte im Innenministerium für einige Belustigung. Eine Mitgefangene zu dieser Zeit war Kate Williams Evans, bei deren Entlassung Benett eine Notiz an ihr Dienstmädchen Jane schrieb, in der es heißt: „Miss Evans wird mein Gast sein, bis sie ein wenig kräftiger ist. Sie hat gehungert, also pflegen Sie sie wie eine Kranke […]“ Benett wurde eine Freundin von Emily Davison, für die sie eine Uhr ins Holloway Prison schmuggelte. Im Jahr 1916 organisierte sie die jährliche Wallfahrt zu Davisons Grab auf dem Kirchhof der St Mary's Church in Morpeth.
Als Florence Gertrude de Fonblanque beschloss, einen Marsch von Edinburgh nach London zu organisieren, um auf die Frauenwahlrechtsbewegung aufmerksam zu machen, brachen am 21. Oktober 1912 zunächst nur sechs Frauen, darunter Fonblanque, Agnes Brown und Benett, auf. Fonblanques Schwester und Ruth Cavendish Bentinck halfen bei der Organisation. Auf dem Weg nach London sammelten sie Unterschriften für eine Petition und Berichterstattung in den Zeitungen. Fonblanque sorgte dafür, dass die Gruppe braune Kleidung mit Rosetten und leuchtend grünen Kokarden trug und als die „Braunen Frauen“ bekannt wurde. Sie folgten der Route der A1 road und wurden unterwegs von örtlichen Würdenträgern begleitet. An einem Tag in der Nähe von Berwick legten sie fast 50 Kilometer zurück, bevor die nun sieben Marschierenden vom örtlichen Parlamentsmitglied begrüßt wurden. Ihre Zahl wuchs langsam – als sie im November durch Grantham zogen, waren es zwölf Wanderinnen. Schließlich erreichten sie am 16. November 1912 London, von wo Fonblanques Pferd und Wagen nach Schottland zurückgeschickt wurden. Sie fuhren mit der U-Bahn zum Trafalgar Square, wo die Wanderinnen mit Musik empfangen wurden.
Benett erinnerte sich später, dass sie „had walked her shoes off trying to get signatures to petition“.
Für ihre Beteiligung am Einschlagen von Fenstern bei Selfridges im Jahr 1913 aus Protest über das Scheitern der Conciliations Bills wurde Benett zu einer sechsmonatigen Gefängnisstrafe verurteilt.
Bis zu ihrem Tod im Jahr 1924 engagierte sie sich in der Women’s Tax Resistance League.
In ihren späteren Jahren lebte Benett in Finchley im Norden Londons. Sie starb im Februar 1924, ohne je geheiratet zu haben. Iain Gordon veröffentlichte 2018 eine Biografie von Benett mit dem Titel Rebel With a Cause: The Life and Times of Sarah Benett, 1850–1924, Social Reformer and Suffragette